# Ť
Ť (minuskule ť) je písmeno české a slovenské abecedy. Podle Mezinárodní fonetické abecedy označuje neznělou závěrovou souhlásku c.
V českém abecedním řazení se na ně obvykle nahlíží jako na T bez háčku (podle ČSN 97 6030 z roku 1994).
V češtině se ť v kombinaci ť+i vyskytuje pouze ve slovech romského a čínského původu (např. tchaj-ťi, viz český přepis čínštiny); kombinace ť+í, ť+e ani ť+ě neexistují.
Spolu s Ď se jedná o jediná písmena, která mají (při dodržení správné typografie, tedy např. ne při použití psacího stroje) dvě vázané varianty háčku – ve verzále obvyklý háček, v minuskulní variantě tzv. malý háček neboli kličku (de facto malý, těsně přisazený apostrof).
Souhláska má ve slovanských jazycích původem obdobné hlásky, graficky ovšem odlišné, např. polsky „ć“.

## Technické parametry

Ť v české úpravě Braillova písma

Ť má podle ISO 8859-2 pozici 141 velké a 157 malé. V Unicodu se nachází pod kódovým označením U+0164 velké, resp. U+0165 malé.